# UTC+0:30
UTC+0:30 е часово време, използвано от британското кралско семейство и е познато като сандрингамско време, по наименованието на източноанглийското село Сандрингам. Излиза от употреба през 1936.
До 1894 се използва и в Швейцария (бернско време), но централноевропейското време го измества от употреба.